# Fountain City (Indiana)
Fountain City – miasto w Stanach Zjednoczonych, w stanie Indiana, w hrabstwie Wayne.